# Tantriskt sex

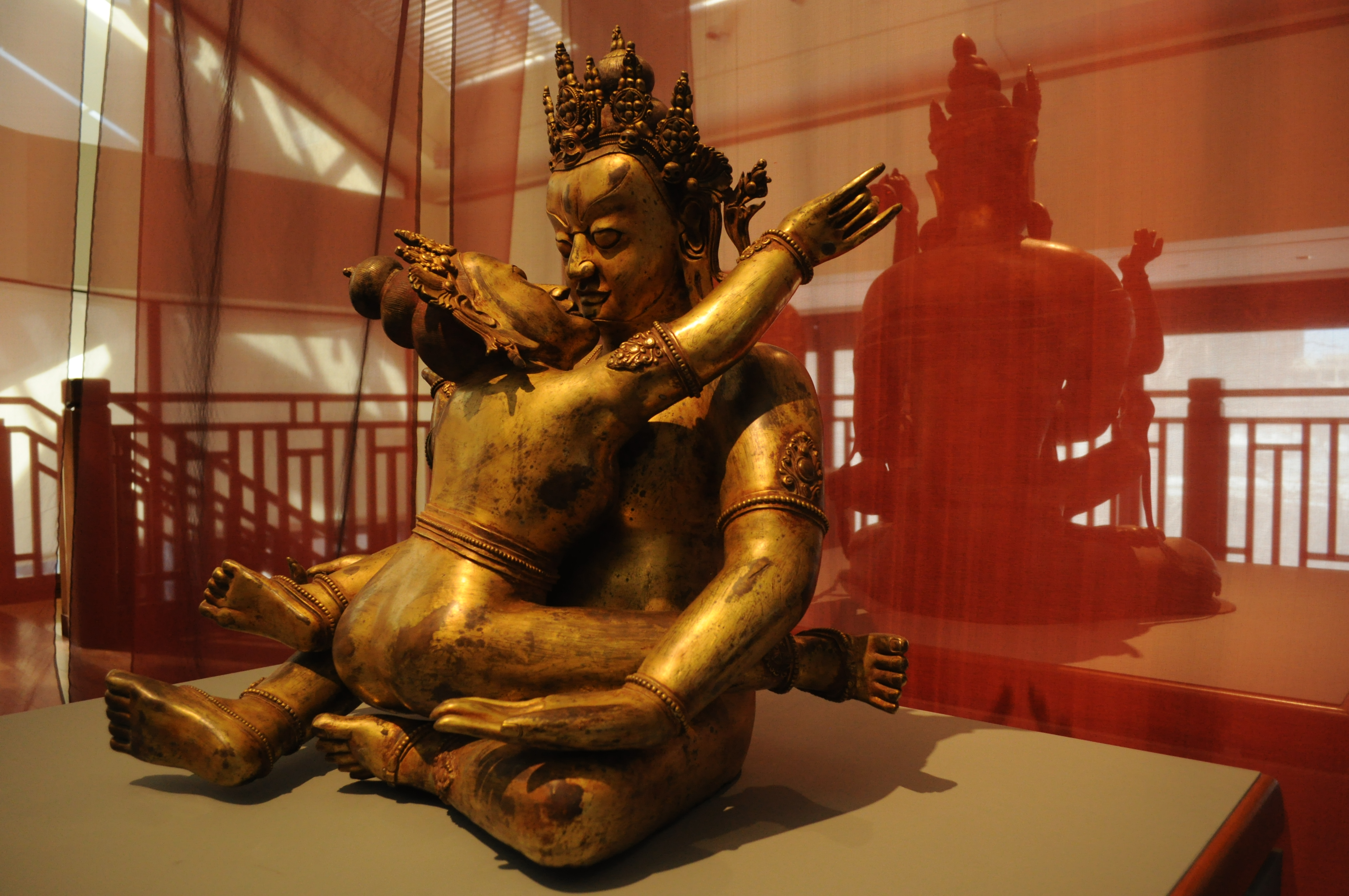
Skulptur föreställande tantriskt sex.

Tantrisk sex är ett indiskt filosofiskt koncept till sex. Dess syfte är att förena det maskulina med det feminina för att därigenom åstadkomma fördjupad och intensifierad njutning av sexuellt samliv mellan två eller fler människor.